# Claudio Burlando
Claudio Burlando (ur. 27 kwietnia 1954 w Genui) – włoski polityk, były minister, burmistrz Genui oraz prezydent Ligurii.

## Życiorys
Z wykształcenia inżynier elektronik, pracował w firmie z branży elektronicznej. Jednocześnie zaangażował się w działalność polityczną w ramach Włoskiej Partii Komunistycznej, po kolejnych przekształceniach należał do Demokratycznej Partii Lewicy i Demokratów Lewicy, z którymi w 2007 przystąpił do Partii Demokratycznej.
Z ramienia komunistów był radnym miejskim (1981–1993), pełnił funkcję asesora ds. transportu i wiceburmistrza. Od grudnia 1992 do maja 1993 zajmował stanowisko burmistrza Genui. podał się do dymisji w związku z nieprawidłowościami przy organizacji Expo 1992. W 1996 i 2001 był wybierany w skład Izby Deputowanych XIII i XIV kadencji, w której zasiadał do 2005. Od maja 1996 października 1998 do sprawował urząd ministra transportu w rządzie Romana Prodiego.
W 2005 został wybrany na urząd prezydenta Ligurii. Reelekcję na to stanowisko uzyskał w wyborach regionalnych w 2010. Zakończył urzędowanie w 2015.